# بحران آمریکایی

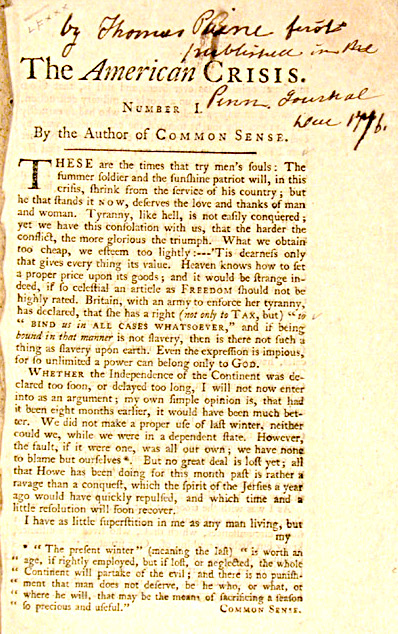
صفحهٔ اول نسخهٔ اصلی اولین جزوه

بحران آمریکایی (به انگلیسی: The American Crisis) یا بحران (به انگلیسی: The Crisis) عنوان سلسله جزواتی است از تامس پین، فیلسوف و نویسندهٔ عصر روشنگری، که مابین سال‌های ۱۷۷۶ و ۱۷۸۳ در خلال انقلاب آمریکا منتشر شدند. بحران آمریکایی متشکل از ۱۶ جزوه بود که ۱۳ تای آن‌ها با شماره و بین ۱۷۷۶ تا ۱۷۷۷ منتشر شدند و سه تای دیگر بی‌شماره و بین ۱۷۷۷ تا ۱۷۸۳. اولین جزوه در ژورنال پنسیلوانیا در ۱۹ دسامبر ۱۷۷۶ چاپ شد. پین جزوه‌ها را با نام مستعار «عقل سلیم» امضا می‌کرد.
جزوات همزمان با مراحل آغازین جنگ انقلاب آمریکا منتشر شدند. در آن هنگام مستعمره‌نشینان به آثار الهام‌بخش نیاز داشتند. پین همچون بیشتر سیاستمداران و فرهیختگان می‌دانست که مستعمره‌نشینان بدون اقامهٔ دلیل قانع‌کننده از جنگ‌های استقلال حمایت نخواهند کرد. جزوات به زبان ساده نوشته شده بودند تا فهم آن‌ها برای عوام میسر باشد. متن نوشته‌ها مبین فلسفهٔ لیبرالی پین بود. پین در جزوات به خدا هم اشاره کرده، نوشته بود که جنگ علیه پادشاهی بریتانیای کبیر مورد عنایت پروردگار است. نوشته‌های پین روحیهٔ جمعی مستعمره‌نشینان را تقویت، توجه عوام انگلستان را به جنگ جلب، موضوعات دخیل در جنگ را تبیین، و طرفداران مذاکرات صلح را تقبیح می‌کرد. جزوهٔ اول با این کلمات مشهور آغاز می‌شود: «در این زمانه است که روح مردان آزموده می‌شود».